# 黄身海猪鱼
黃身海豬魚（学名：Halichoeres chrysus），又名金色海豬魚，為輻鰭魚綱鱸形目隆頭魚亞目隆頭魚科的其中一種，分布於東印度洋的聖誕島、西太平洋區，從日本南部至索羅門群島海域，棲息深度2-70公尺，本魚身體鮮黃色，頭部與胸橘黃色，在眼後面有一個斑點，頭部有不規則的淡綠色的條紋，雄魚的背鰭在第一個棘間膜具有一個大的黑色又邊緣白色的斑點，雌性具有一個第二的黑色，淡黃色的-鑲邊了斑點，背鰭硬棘9枚，背鰭軟條12枚，臀鰭硬棘3枚，臀鰭軟條11-12枚，體長可達12公分，棲息在沙石底質海域，生活習性不明，可作為觀賞魚。